# Spermă
Sperma (gr. σπέρμα, spérma, „sămânță“, de la verbul σπείρειν, speírein „a însămânța“) este un fluid organic, cunoscut de asemenea și sub denumirea de lichid seminal, care poate să conțină spermatozoizi. Este secretată de gonade și alte organe sexuale ale unor masculi sau hermafrodiți și pot fertiliza ovulele femelelor. La oameni, lichidul seminal conține câteva elemente alături de spermatozoizi: proteolitic și alte enzime precum și fructoza sunt elemente ale spermei care constituie mediul de supraviețuire al spermatozoizilor și conferă un mediu prin care aceștia se pot mișca sau „înota”. 
Sperma este produsă în vezicula seminală, localizat în pelvis, iar procesul care are loc în eliberarea spermei este numit ejaculare. 

## Aspecte fiziologice

Structura spermatozoidului uman

### Fertilizare internă și externă
În funcție de specii, spermatozoizii pot să fertilizeze ovulele în mediu extern sau intern. În fertilizarea externă, spermatozoidul fertilizează ovulul în mod direct, în afara organelor sexuale feminine. Peștii, de exemplu, își depun icrele în mediul lor acvatic, unde sunt fertilizate de sperma masculilor. 
În timpul fertilizării interne, fertilizarea are loc în interiorul organelor sexuale feminine. Aceasta are loc după inseminarea unei femele de către un mascul prin copulație. La vertebratele inferioare (amfibieni, reptile, păsări și mamiferele monotreme), copulația este atinsă prin întâlnirea fizică a cloacei masculului și a femelei. La marsupiale și mamiferele placentare copulația are loc la nivelul vaginului.

### Spermarha
Vârsta la care începe producerea spermei la om (spermarha) este de circa 10-12 ani.

### Compoziția spermei umane
Componentele spermei sunt două: spermatozoizi și plasma seminală. Spermatozoizii sunt produși în tubulii seminiferi ai testiculelor. Plasma seminală, în schimb, este produsă din compuși secretați de vezica seminală, prostată și glandele bulbouretrale.
Plasma seminală umană conține o gamă complexă de constituenți organici și anorganici. Plasma seminală constituie un mediu nutritiv și protector pentru spermatozoizi în timpul traiectului lor spre aparatul reproducător feminin. Mediul vaginal este unul ostil pentru gameții masculini, deoarece acesta este unul foarte acid și plin de celule pentru imunitate. Componentele plasmei seminale compensează acest mediu, prin faptul că aceasta conține amine bazice cum ar fi putresceina, spermina, spermidina și cadaverina, care sunt responsabile pentru mirosul și aroma spermei. Aceste baze alcaline contraatacă mediul acid din canalul vaginal și protejează ADN-ul din spermă de denaturarea acidă. 
Componentele și contribuțiile spermei sunt următoarele: 
| Glanda               | Aproximativ % | Descriere |
| Testicul             | 2-5%          | Aproximativ 200-500 milioane de spermatozoizi, eliberați la ejaculare |
| Vezică seminală      | 65-75%        | aminoacizi, citrat, enzime, fructoză (principala sursă energetică a spermatozoizilor, care se bazează pe zaharurile din plasma seminală pentru energie), fosforilcolina, prostaglandine (implicate în crearea unui răspuns de imunitate a femelei împotriva spermei străine), proteine, vitamina C                                    |
| Prostată             | 25-30%        | acid citric, fibrinolizină, antigen specific prostatei , enzime proteolitice , zinc (servește la stabilizarea cromatinei din ADN în celulele spermei. O deficiență în zinc poate să cauzeze o fertilitate mai scăzută datorită fragilității crescute a spermei. Deficiența de zinc poate să afecteze în mod advers și spermatogeneza) |
| Glandă bulbouretrală | < 1%          | galactoză, mucus (servește la intensificarea mobilității spermatozoizilor în vagin creând un canal vâscos pentru ca spermatozoizii să înoate prin el și să prevină difuzia lor în spermă. Contribuie la aspectul gelatinos al spermei), acid sialic                                                                                   |

Un raport al Organizației Mondiale de Sănătate din anul 1992 descrie sperma umană normală la o singură ejaculare ca având un volum de 2 ml sau mai mare, pH de 7.2 spre 8.0, concentrația spermei de 20x106 spermatozoizi/ml sau mai mult, un număr de 40x106 spermatozoizi per ejaculare sau mai mult 
O trecere în revistă din 2005 a cercetărilor a raportat următoarele proprietăți fizice și chimice ale spermei umane:
| Proprietate | Per 100 ml | Într-un volum mediu per ejaculare (3,4 ml) |
| --- | ---------- | ------------------------------------------ |
| Calciu (mg) | 27,6       | 0,938                                      |
| Clor (mg) | 142        | 4,83                                       |
| Citrat (mg) | 528        | 18,0                                       |
| Fructoză (mg) | 272        | 9,25                                       |
| Glucoză (mg) | 102        | 3,47                                       |
| Acid lactic (mg) | 62         | 2,11                                       |
| Magneziu (mg) | 11         | 0,374                                      |
| Potasiu (mg) | 109        | 3,71                                       |
| Proteine (g) | 5,04       | 0,171                                      |
| Sodiu (mg) | 300        | 10,2                                       |
| Uree (mg) | 45         | 1,53                                       |
| Zinc (mg) | 16,5       | 0,561                                      |
| Capacitate tampon (β) | 25         | 25                                         |
| Osmolaritate (mOsm) | 354        | 354                                        |
| pH | 7,7        | 7,7                                        |
| Viscozitate (cP) | 3–7        | 3–7                                        |
| Volum (ml) | 3,4        | 3,4                                        |
| Valorile pentru volumul mediu au fost calculate și rotunjite la trei cifre semnificative. Toate celelalte valori sunt cele oferite în trecerea în revistă. |            |                                            |

Pierderea de testosteron prin ejaculare este neglijabilă. Un bărbat urinează în medie 374 nmol testosteron în 24 ore. Nivelul mediu de testosteron din spermă este de 47 ng/100 mL. Deci în 24 ore în medie un bărbat urinează testosteronul din 67584 ejaculări.

### Aspectul și consistența spermei umane

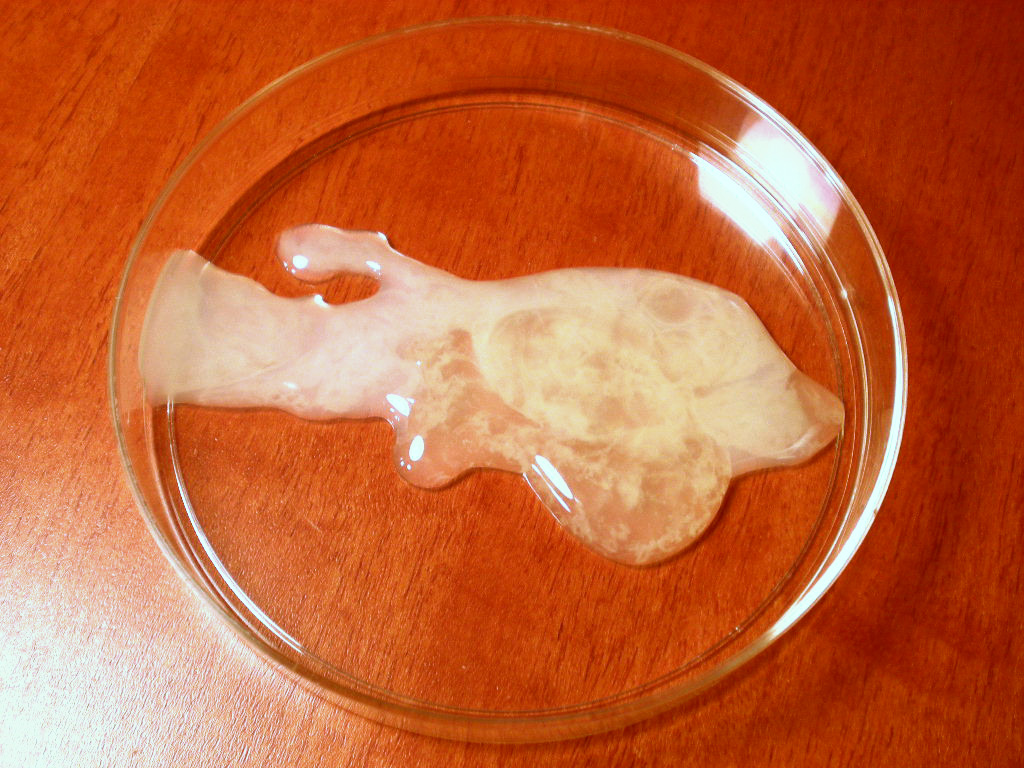
Sperma umana.

De cele mai multe ori sperma este de culoare albă, dar și sperma de culoare gri sau chiar gălbuie este normală. Sângele în spermă îi poate da o culoare de roz sau roșu, fiind cunoscută ca hematospermie, indicând o problemă medicală care trebuie evaluată de un doctor dacă nu dispare rapid.
După ejaculare, sperma trece mai întâi printr-un proces de coagulare și apoi devine mai fluidă. Se presupune că coagularea inițială ajută la reținerea lichidului seminal în canalul vaginal, dar fluidizarea ulterioară permite deplasarea spermatozoizilor spre ovul.

### Calitatea spermei
Calitatea spermei este o măsurare a abilității acesteia de a îndeplini fertilizarea. Acest parametru constituie o indicație a fertilității unui bărbat. Spermatozoizii din spermă sunt componenții ce mai importanți, așadar calitatea spermei implică cantitatea de spermatozoizi și viabilitatea acestora.

## Aspecte psihologice

### Sperma ca antidepresiv
Cercetările au demonstrat că sperma ar putea avea proprietăți antidepresive. Studiile arată că femeile ce nu foloseau prezervative, dar sperma se absorbea prin pereții vaginali (cum era obiceiul printre oameni înaintea creșterii îngrijorării contactării virusului HIV sau a altor boli transmisibile sexual) se simțeau mai bine. Cercetările nu au demonstrat încă dacă acest efect poate să fie obținut din consumarea spermei rezultate din sexul oral, însă cercetătorii ipotetizează aceste beneficii.

## Aspecte legate de sănătate

### Sperma și transmisia bolilor
Sperma poate să fie un purtător pentru multe boli cu transmitere sexuală, inclusiv HIV, virusul care cauzează SIDA. 

### Sânge în spermă (hematospermie)
Prezența sângelui în spermă poate fi insesizabilă (fiind observată doar microscopic) sau vizibil în fluid. Cauza acesteia poate fi rezultatul unor inflamații, infecții, blocaje sau răniri ale tractului reproducător masculin sau o problemă de natură internă a uretrei, testiculelor și prostatei. Stabilirea cauzei sângelui în spermă necesită numeroase analize și teste urogenitale.

### Alergia la spermă
În cazuri rare, unii oameni au experimentat reacții alergice cauzate de fluidele seminale, alergii cunoscute ca hipersensibilitate la plasma seminală. Simptomele pot fi localizate sau sistematice, putând include mâncărimi vaginale, roșeață, umflături sau vezicule la 30 de minute după un contact. Totodată au inclus și dificultate în respirație. 
Cea mai bună cale de a testa sensibilitatea umană față de plasma seminală este folosirea prezervativului în timpul actului sexual. Dacă simptomele dispar la înlăturarea prezervativului, este posibilă prezența sensibilității cauzate de spermă. Ușoare cazuri de alergii pot fi depășite prin expunerea repetată la fluidul seminal. În cazuri mai severe, este important să se apeleze la consultația unui medic, mai ales când un cuplu apelează la inseminare artificială.

## Superstiții, stupidități antice și aspecte culturale

### Sperma și artele marțiale
Chi Kung și medicina chineză consideră foarte importantă forma de energie numită 精 (pinyin: jīng,de asemenea un morfem ce denotă „esență” sau „spirit”) - care este dorită să se acumuleze și dezvolte; „jing” este energie sexuală, considerându-se că aceasta își pierde din intensitate odată cu ejacularea, așa că masturbarea este considerată „sinuciderea energiei” printre practicanții acesteia. Conform teoriei Chi Kung, energia de la mai multe meridiane este transferată organelor sexuale în timpul excitației sexuale, orgasmul și ejacularea eliminând energia complet din sistem. Proverbul chinez 一滴精，十滴血 (pinyin: yì dī jīng, shí dī xuè, literal: o picătură de spermă este egală cu zece picături de sânge) ilustrează acest lucru. Acestea sunt însă superstiții, deoarece producția de spermatozoizi nu poate fi oprită sau micșorată prin abstinență, iar referitor la energiile postulate de Chi Kung nu s-a dovedit că ele ar exista în mod real (nimeni nu a măsurat câte kWh de energie sexuală s-ar pierde la o ejaculare).
Termenul științific chinez pentru spermă este 精液 (pinyin: jīng yè, literal: fluid al esenței/jing) și termenul pentru spermă este 精子 (pinyin: jīng zǐ, literal: elementul de bază esenței/jing), doi termeni moderni cu referință clasică.
Unele culturi atribuie spermei proprietăți ale masculinității. De exemplu, printre oamenii Etori din Papua Noua Guinee, se crede că băieții tineri trebuie să execute felații celor mai în vârstă și să le înghită sperma, pentru a obține maturizarea sexuală. Acest lucru poate fi atribuit homosexualității active printre acestea și alte triburi.

### Aristotel
Aristotel a scris importanța spermei precum urmează: „Pentru Aristotel, sperma este un reziduu derivat din nutriție, acela al sângelui, care este produs la temperatura și consistența optimă. Poate fi emisă doar de bărbați datorită faptului că doar bărbatul, prin natura ființei sale, posedă căldura necesară de a produce căldura necesară transformării sângelui în spermă.” „Sperma este excreția mâncării noastre, sau să zicem mai clar, componenta perfectă a mâncării noastre.”
Aristotel credea că dacă bărbații încep să se angajeze în activități sexuale la o vârstă timpurie, acest lucru le va afecta dezvoltarea corporală. Hrănirea care de altfel le-ar face corpul să crească ar conduce la producția de spermă. Aristotel afirma că la acest stadiu corpul încă crește; perioada optimă de începere a activității sexuale este atunci când creșterea 'nu mai este abundentă', atunci când corpul este mai mult sau mai puțin la înălțimea optimă, când transformarea hrănii în spermă nu seacă organismul de materialul necesar.

### Sperma sacră
În unele societăți pre-industriale, sperma și alte fluide corporale erau respectate deoarece se credea că au proprietăți magice. Sângele este un exemplu de astfel fluid, însă sperma se crede a fi de origine supranaturală, iar efectul se credea a fi unul sacru.
Sperma a fost respectată de mult timp de către budism, iar tradițiile daoiste o considerau a fi un constituent important al fiziologiei umane. 
Roua era cândva considerată a fi un fel de ploaie ce fertiliza pământul, iar în timp, a devenit o metaforă a spermei. Biblia folosește termenul de „rouă” în versete precum Cântarea Cântărilor lui Solomon 5:2 și Psalmul 110:3, declarând, în ultimul verset, de exemplu, că oamenii ar trebui să urmeze un rege destul de viril încât sa fie plin de „roua” tinereții. 
În antichitate, se credea ca pietrele prețioase erau picături de spermă divină care s-au coagulat după ce au fertilizat pământul. În China Antică se credea că jadul era sperma uscată a unui dragon celest. 
Bazându-se pe asemănarea sucului de păpădie cu sperma umana, se credea că floarea asigură în mod magic curgerea spermei. 
Bulbii gemeni ai orhideei erau considerați a fi omologii testiculelor, existând o credință de origine romană ce afirma ca floarea răsărea din sperma vărsată de satirii ce copulau. 
Barbara G. Walker relatează aceste exemple în The Woman’s Dictionary of Symbols and Sacred Objects (Dicționarul Femeii de Simboluri și Obiecte Sacre), teza în care mitul și folclorul indică o regulă pre-patriarhală stabilită de femei care a fost ulterior înlocuită de cultura masculină.
În mitologia primitivă sperma este considerată a fi returnarea sau refondarea laptelui de mamă într-o metafora alimentară. Soția își hrănește soțul, care o răsplătește cu spermă, laptele bunătății umane.

### Sperma în cultura populară
Evocarea spermei în artă și în cultura populară a fost considerată a fi un subiect tabu pentru o lungă perioada de timp. 
Artistul japonez Takashi Murakami este celebru pentru o piesă scrisă în stilul revistelor manga intitulată My Lonesome Cowboy (Cowboy-ul singuratic), care evoca un cowboy dezbrăcat care își manevrează propria spermă ca un lasso. 
Andres Serrano, ale cărui fotografii ce indicau fluide corporale precum "Blood and Semen II" (Semen y Sangre II) (1990), devenise o personalitate controversată pentru reprezentarea spermei în lucrările sale. A fost criticat pentru producerea artei ofensive, în timp ce alții îl apărau pentru libertatea sa artistică. Fotografiile sale au fost însușite de doua albume Metallica pentru coperta acestora, Load și ReLoad, imagini ce arătau spermă, sânge și urină ce au fost împrăștiate și răsucite în jur. 
Doar recent sperma a fost indicată (chiar dacă în mod controversat) în filme precum Kika (1993), There's Something About Mary (1998), Happiness (1998), American Pie (1999), Scary Movie (2000), Y tu mamá también (2001), Scary Movie 2 (2001) și National Lampoon's Van Wilder (2002). Jackass Number Two (2006) prezintă o scena în care Chris Pontius bea spermă de cal. De asemenea apare în anime-ul End of Evangelion.

### Sperma în spionaj
Când Serviciile Secrete de Spionaj Britanice (British Secret Intelligence Service - SSB) au descoperit că sperma poate fi o cerneală invizibilă excelentă, Sir George Mansfield Smith-Cumming afirmase despre agenții săi că „Fiecare bărbat își cară propriul stilou”.

## Ingestia spermei
În tribul Sambian din Noua Guinee, tinerii sunt ținuți la distanță de femei, pentru o perioadă determinată. Aceștia sunt puși să bea sperma celor mai viteji bărbați din trib, astfel încât să devină puternici pentru a impresiona femeia dorită.

### Gust și cantitate
Sperma are în mod normal un gust sărat deoarece conține multe substanțe organice preluate din hrana absorbită de organism, cum ar fi săruri și acizi organici, ce dau spermei un gust mai mult sau mai puțin sărat.

## Eufemisme
O varietate largă de eufemisme și disfemisme au fost inventate pentru descrierea spermei.